# Copaltepec
Copaltepec är en ort i Mexiko.   Den ligger i kommunen Arcelia och delstaten Guerrero, i den södra delen av landet, 170 km sydväst om huvudstaden Mexico City. Copaltepec ligger 1 255 meter över havet och antalet invånare är 150.
Terrängen runt Copaltepec är lite bergig. Runt Copaltepec är det ganska glesbefolkat, med 38 invånare per kvadratkilometer. Närmaste större samhälle är Arcelia, 19,0 km väster om Copaltepec. I omgivningarna runt Copaltepec växer huvudsakligen savannskog.